# Dorfkirche Wittchenstein

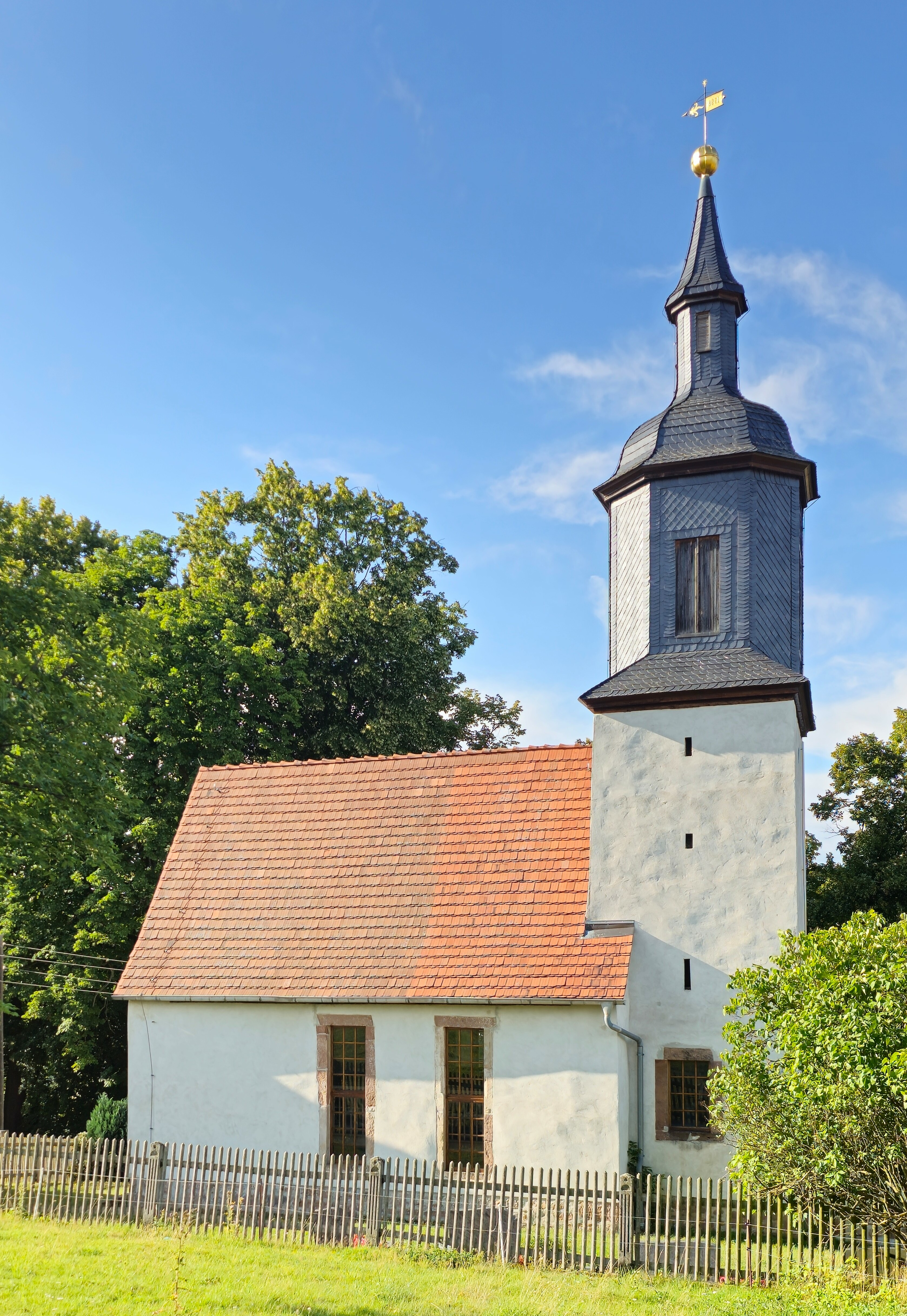
Dorfkirche Wittchenstein

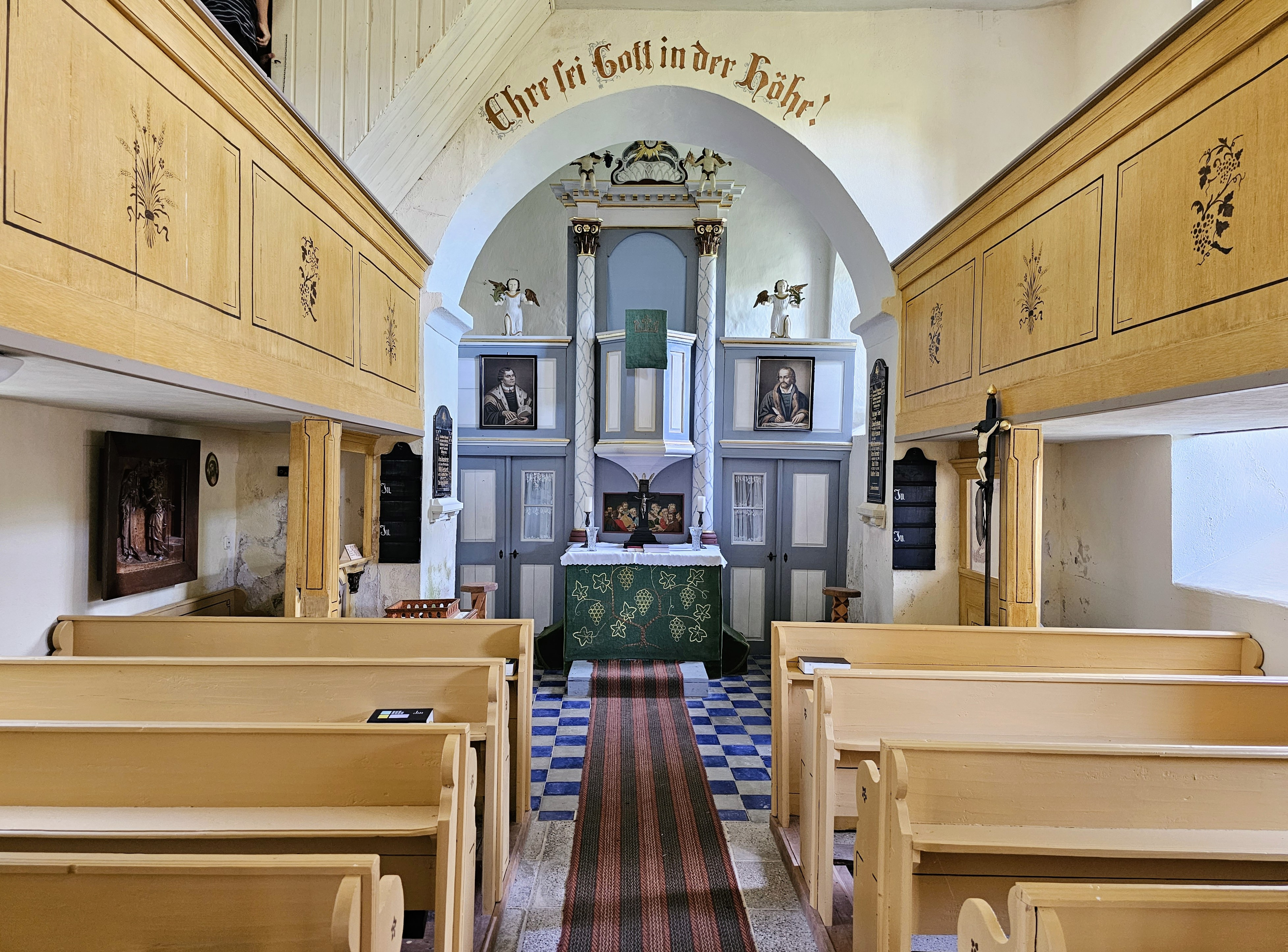
Innenraum (2023)

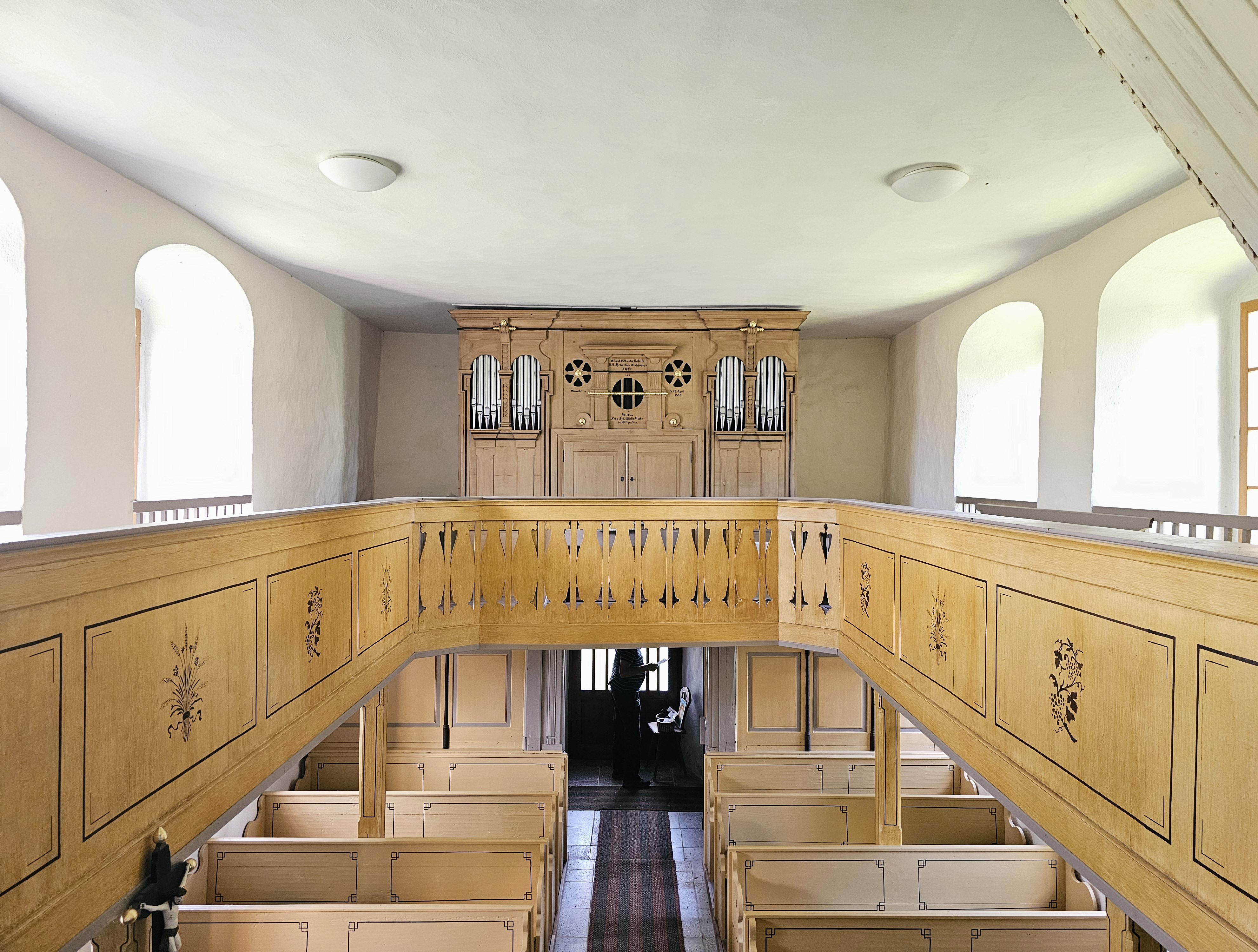
Innenraum, Blick zur Orgel

Die evangelisch-lutherische denkmalgeschützte Dorfkirche  Wittchenstein steht in Wittchenstein, einem Ortsteil der Gemeinde Geroda im Saale-Orla-Kreis in Thüringen. Die Kirchengemeinde Wittchenstein gehört zum Pfarrbereich Pillingsdorf im Kirchenkreis Schleiz der Evangelischen Kirche in Mitteldeutschland.

## Beschreibung
Die kleine romanische Saalkirche hat einen Chorturm im Osten, daran angebaut eine halbrunde Apsis. Die Kirche wurde in der Spätgotik verändert. Im 17. Jahrhundert wurden rechteckige Fenster eingebaut und der Innenraum barock umgestaltet. Nach einem Blitzeinschlag mussten der Turm und das mit einem Satteldach bedeckte Kirchenschiff repariert werden. Auf den steinernen Geschossen des Turms befindet sich ein schiefergedeckter achtseitiger Aufsatz, der mit einer Haube bedeckt ist, auf der eine Laterne sitzt, die eine Turmkugel trägt. Der Innenraum hat eingeschossige Emporen und ist mit einer verputzten Flachdecke überspannt. 
Zur Kirchenausstattung gehören ein Kanzelaltar und ein spätgotisches Sakramentshaus in der Apsis. Die Orgel mit 6 Registern, verteilt auf ein Manual und Pedal, wurde 1886 von Hermann Kopp gebaut. In mehreren Bauabschnitten sanierte Frank Peiter das Instrument bis 2016.